# Uncaria paucinervis
Uncaria paucinervis là một loài thực vật có hoa trong họ Thiến thảo. Loài này được Teijsm. & Binn. miêu tả khoa học đầu tiên năm 1866.